# ウェルタ・カメラヴェルク

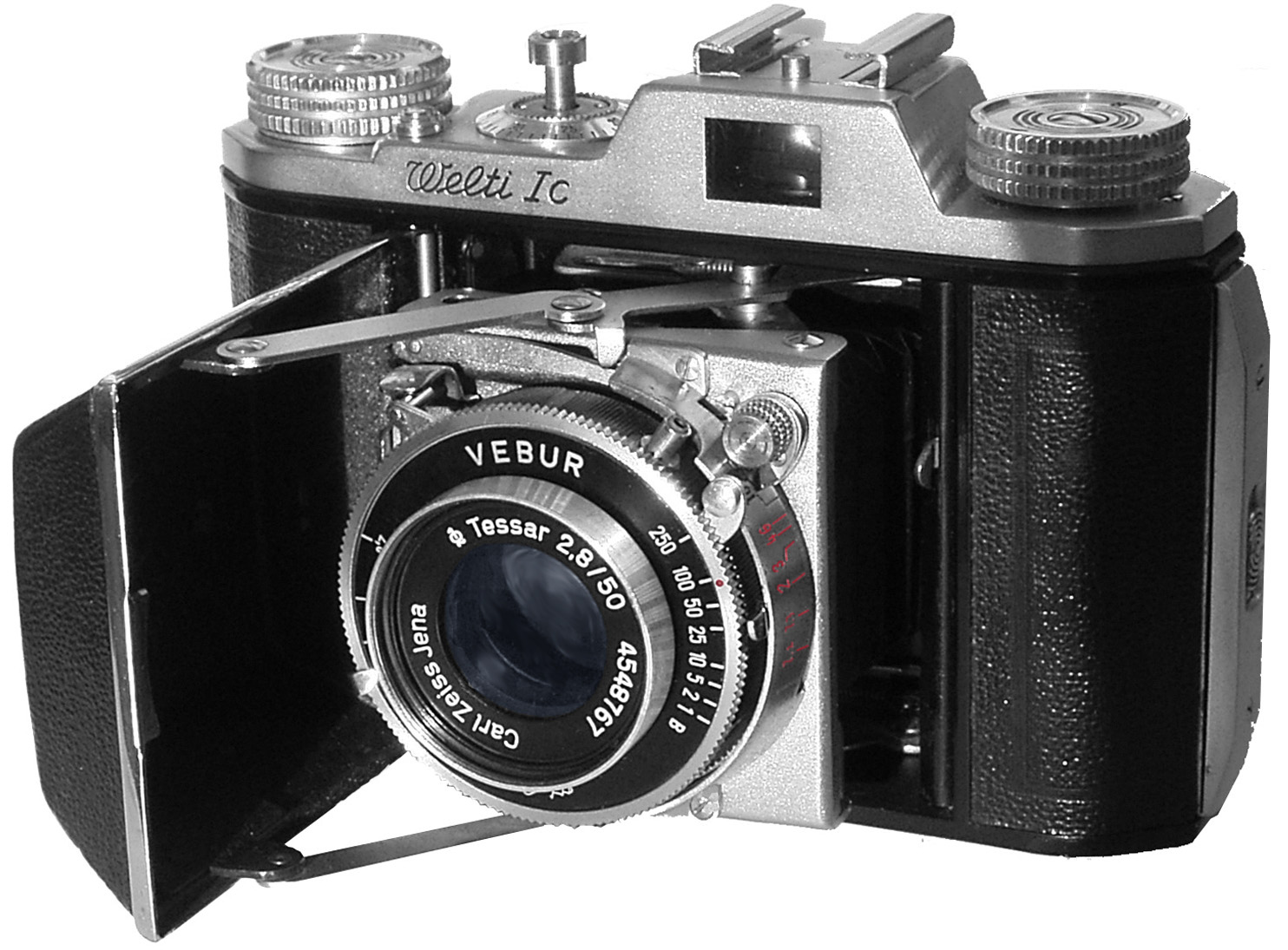
Welti 1c

ウェルタ・カメラヴェルク（Welta Kamera Werk ）は、ドイツにかつてあったカメラメーカーである。日本には古くから輸入され、中級機メーカーとして親しまれていた。

## 歴史
- 1914年 - ワルター・ウォーリッヒ（Walter Waurich ）とテオドール・ウェーバー（Theodor Weber ）によりウィーカ・カメラヴェルク（Weeka Kamera Werk ）として設立された。
- 1919年 - ウェルタ・カメラヴェルク（Welta Kamera Werk ）に改称した。
- 1952年 - ヴェフォ人民公社（旧フランツ・コッホマン・ファブリーク・フォトグラフィッシャー・アパレート）を合併した。
- 1959年 - カメラ&キノヴェルケ・ドレスデンに合併した。

## 116フィルム使用カメラ
- ペルレ（Perle ） - 5×8cm判。

## 120フィルム使用カメラ
- ペルレ（Perle ） - フォールディングカメラ。6×4.5cm判、6×6cm判、6×9cm判がある。
- シンボル（Symbol ） - フォールディングカメラ。6×9cm判。6×4.5cm判としても使用できる。
- トリオ（Trio ） - フォールディングカメラ。6×9cm判。6×4.5cm判としても使用できる。
- ソリダ（Solida ） - 連動距離計が組込まれたフォールディングカメラ。6×9cm判。6×4.5cm判としても使用できる。
- ウェルツル（Weltur ） - ファインダーに連動距離計が組込まれている。フォールディングカメラ。6×4.5cm判、6×6cm判、6×9cm判がある。
- スーパーフェクタ（Superfekta 、1932年発売） - 6×9cm判折畳式二眼レフカメラ。カメラ後部は90度回転可能で縦位置撮影ができる。
- パーフェクタ（Perfekta 、1934年発売） - 6×6cm判折畳式二眼レフカメラ。スーパーフェクタから後部の回転機構をなくして画面を正方形にすることで縦位置対応の必要性をなくした。
- ウェルタフレックス（Weltaflex ） - 戦後東ドイツになってからの二眼レフカメラ。

## 127フィルム使用カメラ
- グッキー（Gucki ） - フォールディングカメラ。4×3cm判、4×6.5cm判がある。

## 129フィルム使用カメラ
- ペルレ（Perle ） - 6.5×11cm判。

## 135フィルム使用カメラ
- ウェルチ（Welti ） - 24×36mm判フォールディングカメラ。距離計なし。
- ウェルティックス（Weltix ） - 24×36mm判フォールディングカメラ。距離計なし。
- ウェルチニ（Weltini ） - 24×36mm判フォールディングカメラ。連動距離計。